# وورلد سكوير
وورلد سكوير (بالإنجليزية: World Square) هو مجمّع حضري متعدد الاستخدامات يقع في قلب الحي التجاري المركزي في سيدني، نيو ساوث ويلز، أستراليا. يضم المجمع مساحات سكنية، ومرافق تسوق، ومطاعم، ومساحات لتنظيم الفعاليات والمناسبات العامة.

## الموقع
يشغل وورلد سكوير كتلة مدينة كاملة، يحدّه من الجهات الأربع:
- شارع جورج (George Street)
- شارع ليفربول (Liverpool Street)
- شارع بيت (Pitt Street)
- شارع غولبرن (Goulburn Street)

وقد بُني في موقع مرتفع نسبيًا يُعرف تاريخيًا باسم تل بريفيلد (Brickfield Hill)، والذي كان سابقًا مركزًا لصناعة الطوب خلال أوائل العهد الاستعماري في سيدني.

## المكونات
يضم مجمع وورلد سكوير:
- مركز تسوق مكوّن من عدة طوابق يضم محال تجزئة محلية وعالمية
- مجموعة متنوعة من المطاعم والمقاهي
- مكاتب تجارية
- أبراج سكنية شاهقة
- ساحة مركزية تُستخدم للفعاليات والمعارض

## الاستخدامات
يُعتبر وورلد سكوير وجهة شهيرة للسكان المحليين والزوار على حد سواء، ويستضيف فعاليات ثقافية، عروض أزياء، معارض فنية، وأسواق موسمية، كما يربطه موقعه الحيوي بعدة محطات نقل جماعي رئيسية.